# Zinkdiphosphat
Zinkdiphosphat ist eine anorganische chemische Verbindung des Zinks aus der Gruppe der Diphosphate.

## Gewinnung und Darstellung
Zinkdiphosphat kann durch thermische Zersetzung von Ammoniumzinkphosphat gewonnen werden.
{\displaystyle \mathrm {2\ ZnNH_{4}PO_{4}\longrightarrow Zn_{2}P_{2}O_{7}+2\ NH_{3}+H_{2}O} }
Es kann auch durch Reaktion von Natriumcarbonat, Zinkoxid und Ammoniumdihydrogenphosphat gewonnen werden.
Ebenfalls möglich ist die Darstellung durch Erhitzen einer stark essigsauren Lösung von Zinksulfat mit Natriumpyrophosphat.
{\displaystyle \mathrm {2\ ZnSO_{4}+Na_{4}P_{2}O_{7}\longrightarrow Zn_{2}P_{2}O_{7}+2\ Na_{2}SO_{4}} }

## Eigenschaften
Zinkdiphosphat ist ein kristalliner farbloser Feststoff, der praktisch unlöslich in Wasser ist. Beim Erhitzen in Wasser zersetzt er sich in Zn3(PO4)2 und ZnHPO4. Er besitzt eine monokline Kristallstruktur mit der Raumgruppe I2/c (Raumgruppen-Nr. 15, Stellung 8) mit einer Thortveitit ähnlichen Struktur. Bei höheren Temperaturen (T > 408 K) geht er zuerst in eine Zwischenphase α2 mit der Raumgruppe C2/m (Raumgruppen-Nr. 12) und ab 500 K in den β-Aristotyp ebenfalls mit der Raumgruppe C2/m (Raumgruppen-Nr. 12) über. Von der Verbindung sind auch Hydrate mit 2, 3, 4 und 5 Teilen Kristallwasser bekannt. Das Pentahydrat setzt sich ab 358 K zum Trihydrat und dieses wiederum ab 410 K zum Anhydrat um. Das Pentahydrat hat eine orthorhombische Kristallstruktur mit der Raumgruppe Pmmm (Raumgruppen-Nr. 47).

## Verwendung
Zinkdiphosphat wird als Pigment verwendet. Es kann auch zur gravimetrischen Bestimmung von Zink verwendet werden.